# Galapagos (film din 1962)
Galapagos (titlul original: în germană Galapagos - Trauminsel im Pazifik) este un film documentar  vest-german despre natură și animale, realizat în 1962 de regizorul Heinz Sielmann în Insulele Galápagos, Ecuador. 

## Rezumat
În filmul său multi-premiat „Galapagos – Insulele de vis din Pacific”, Heinz Sielmann arată lumea animală unică de pe „Arca lui Noe” din Pacific. După izolare, speciile care au migrat de pe continent s-au adaptat treptat la condițiile de mediu schimbate și au dezvoltat noi specii.
Filmul prezintă imagini impresionante pentru a descrie întâlnirile sale cu iguane deloc fricoase și lei de mare neîncrezători. Regizorul Sielmann a filmat uriașele colonii originale de cormorani și explică adaptările uriașelor șopârle asemănătoare dragonului, care au învățat să înoate din cauza lipsei de hrană pe insulă.

## Trivia
Filmul original din 1962 a fost restaurat și digitizat de Fundația Heinz Sielmann și NDR (Norddeutscher Rundfunk) într-un proces foarte complex, astfel încât, la 55 de ani de la premiera sa, la aniversarea a 100 de ani de la Heinz Sielmann în 2017, a putut fi prezentat din nou în starea inițială în cinematografe.
Pentru prima sa producție pe cont propriu, Heinz Sielmann și echipa sa, care pe cheltuiala lor au petrecut mai mult de un an în arhipeleagul Galapagos și au mers pe urmele evoluției diverselor specii de păsări și animale întâlnite acolo. Munca lui a fost răsplătită prin nenumăratele premii câștigate la diferite festivaluri de film.

## Premii
- 1962 Berlinale –  Ursul de Argint pentru filmul Galapagos;
- Bundesfilmpreis – Pelicula de Aur (Bundesfilmpreis: Filmband in Gold);
- 1962 Festivalul de Film de la Trento – Marele Premiu;[2]
- Premiul filmului pentru tineret al orașului Berlin (Jugendfilmpreis der Stadt Berlin);